# Theresa Senff
Theresa Senff (Arnstadt, Turíngia, 2 de febrer de 1982) va ser una ciclista alemanya professional del 2005 al 2008. Del seu palmarès destaca la Volta a Turíngia de 2005.

## Palmarès
- 2002
  - Vencedora d'una etapa al Tour de la Drôme
- 2004
  - 1a al Tour de la Drôme
- 2005
  - 1a a la Volta a Turíngia i vencedora d'una etapa
  - Vencedora d'una etapa al Tour de Feminin-Krásná Lípa
- 2006
  - 1a al Tour de Feminin-Krásná Lípa i vencedora d'una etapa
  - 1a al Holland Hills Classic